# Scaphinus muticus
Scaphinus muticus är en skalbaggsart som först beskrevs av Fabricius 1801.  Scaphinus muticus ingår i släktet Scaphinus och familjen långhorningar. Inga underarter finns listade i Catalogue of Life.